# Paul Janet
Paul Alexandre René Janet (Parigi, 30 aprile 1823 – Parigi, 4 ottobre 1899) è stato un filosofo e saggista francese.

## Biografia
Nato a Parigi, divenne professore di filosofia morale a Bourges (1845-1848) a Strasburgo (1848-1857), e della logica al liceo Louis-le-Grand, Parigi (1857-1864). Nel 1864 è stato nominato professore di filosofia alla Sorbona, e eletto membro dell'Accademia delle scienze e scienze politiche.
Si occupò ampiamente della filosofia, della politica ed etica, le sue opere: Histoire de philosophie morale et politique dans l'antiquité et dans les temps modernes (2 vol. 1858) dalla 3ª edizione (1887) divenuta Histoire de la science politique dans ses rapports avec la morale, Essai sur la dialectique dans Platon et Hegel (1860), La Philosophie du bonheur (1863), Philosophie de la Révolution Française (1875), Principes de métaphisique et de psychologie (1896). In filosofia era un seguace di Victor Cousin, e di G. W. F. Hegel. 

La sua opera principale è stata Théorie de la morale, molto influenzata dal pensiero di Immanuel Kant.